# Вараподіо
Вараподіо (італ. Varapodio, сиц. Varapodiu) — муніципалітет в Італії, у регіоні Калабрія,  метрополійне місто Реджо-Калабрія‎.
Вараподіо розташоване на відстані близько 500 км на південний схід від Рима, 85 км на південний захід від Катандзаро, 37 км на північний схід від Реджо-Калабрії.
Населення — 2202 особи (2014).
Щорічний фестиваль відбувається 6 грудня. Покровитель — святий Миколай.

## Демографія
Населення за роками:

Станом на 1 січня 2023 року в муніципалітеті офіційно проживали 32 іноземці з 6 країн, серед них 22 громадяни країн Євросоюзу.

## Сусідні муніципалітети
- Чиміна
- Молокьо
- Оппідо-Мамертіна
- Платі
- Тауріанова
- Терранова-Саппо-Мінуліо